# Ringicula abbreviata
Ringicula abbreviata is een slakkensoort uit de familie van de Ringiculidae. De wetenschappelijke naam van de soort is voor het eerst geldig gepubliceerd in 1875 door Nevill.